# Шаназаров, Насрулла Абдуллаевич
Насрулла Абдуллаевич Шаназаров (род. 17 июля 1963, Сайрам, Казахская ССР, СССР) — казахский врач, руководитель центра Фотодинамической терапии Больницы МЦ УДП РК, заместитель директора по стратегическому развитию, науке и образованию Больницы МЦ УДП РК. Является создателем и руководителем Центра Фотодинамической терапии в БМЦ УДП РК.

## Биография
Родился 17 июля 1963 года в Сайраме.
Имеет три высших образования: в 1989 году окончил лечебный факультет Челябинского государственного медицинского института, в 2004 году — Междисциплинарный учебно-исследовательский центр в Москве по специальности «практическая психология», в 2017 году — ОЧУ ЦДО «Сити Бизнес Скул» по специальности МВА в медицине.
Специализируется на оперативном, лучевом, медикаментозном (противоопухолевом) лечении злокачественных новообразований основных локализаций. 
Написал более 750 научных публикаций, в том числе 54 учебных и методических пособий для врачей и студентов, 4 монографий, 35 патентов и авторских свидетельств. Под его руководством успешно защищены 5 кандидатских и 1 докторская диссертация.

## Работы
- «Мультидисциплинарный подход к лечению больных с местнораспространённым раком желудка» (специальности 14.01.17 — хирургия и 14.01.12 — онкология, 2010)
- «Фотодинамическая терапия лейкоплакии полового члена: клинический случай» (совместно с Б. Г. Кассимовым, Т. М. Муратовым и Сергеем Зинченко, 2022)
- «Эмпирические модели прогнозирования вторичной метахроной опухоли после химиолучевой терапии первичной опухоли в клиническом обследовании онкологических больных» (совместно с Е. Л. Шунко и А. В. Важениным, 2022)
- «Обзор прогностических факторов выживаемости при трансплантации почки» (совместно с Н. Зулкшаш, С. Д. Кисиковой и Г. П. Камеловой, 2023)

## Награды
- медаль «10 лет Астане»
- медаль «25 лет Независимости Республики Казахстан»
- медаль «Халық Қурметi»
- медаль «10 лет узбекскому этнокультурному центру города Астан»
- орден «Қурмет»[1]